# Erannis sericearia
Erannis sericearia är en fjärilsart som beskrevs av Moritz Balthasar Borkhausen 1794. Erannis sericearia ingår i släktet Erannis och familjen mätare. Inga underarter finns listade i Catalogue of Life.